# Silvanus inarmatus
Silvanus inarmatus es una especie de coleóptero de la familia Silvanidae.

## Distribución geográfica
Habita en Cabo Verde.